# 美國駐菲律賓大使館
美國駐菲律賓大使館（英語：Embassy of the United States of America to the Philippines）位於馬尼拉埃爾米塔羅克斯大道（原杜威大道）沿線的馬尼拉美國大使館大法官大樓內。自1946年7月4日菲律賓獲得獨立以來，大使館一直代表美國政府。
駐菲律使馆是國務院中最大的外館之一，雇用了近300名美國人和1000名外交領事人員。該使馆還設有退伍軍人事務部唯一的外事部门，為大約18000名美國和菲律賓退伍軍人及其在菲律賓的遺孀提供服務（另見《菲律賓退伍軍人公平法》）。
馬尼拉地區印刷中心為國內外出版物提供印刷和發行服務。奧地利維也納和華盛頓特區也有規模較小的分處，但馬尼拉是首屈一指的。